# Министерство шахт и энергетики (Бразилия)
Министерство шахт и энергетики (порт. Ministério de Minas e Energia) Бразилии создано в 1960 году. До этого шахты и энергетика находились под юрисдикцией Министерства сельского хозяйства.
Регулирующие органы, связанные с министерством: Бразильское агентство по регулированию электроэнергетики, Национальное агентство нефти, природного газа и биотоплива и Национальный департамент минеральных ресурсов.